# Кім Йон Сік (футболіст)
Кім Йон Сік (кор. 김용식, нар. 25 липня 1910, Sinchon — пом. 8 березня 1985, Сеул) — південнокорейський футболіст, що грав на позиції півзахисника.

## Виступи за збірну
Був учасником футбольного турніру на Олімпійських іграх 1936 року.

## Статистика
Статистика виступів у національній збірній.
| Збірна Японії | Збірна Японії | Збірна Японії |
| Роки          | Ігри          | голи          |
| ------------- | ------------- | ------------- |
| 1936          | 2             | 0             |
| 1937          | 0             | 0             |
| 1938          | 0             | 0             |
| 1939          | 0             | 0             |
| 1940          | 1             | 0             |
| Усього        | 3             | 0             |

## Титули і досягнення
- Володар Кубка Азії: 1960